# Калфак

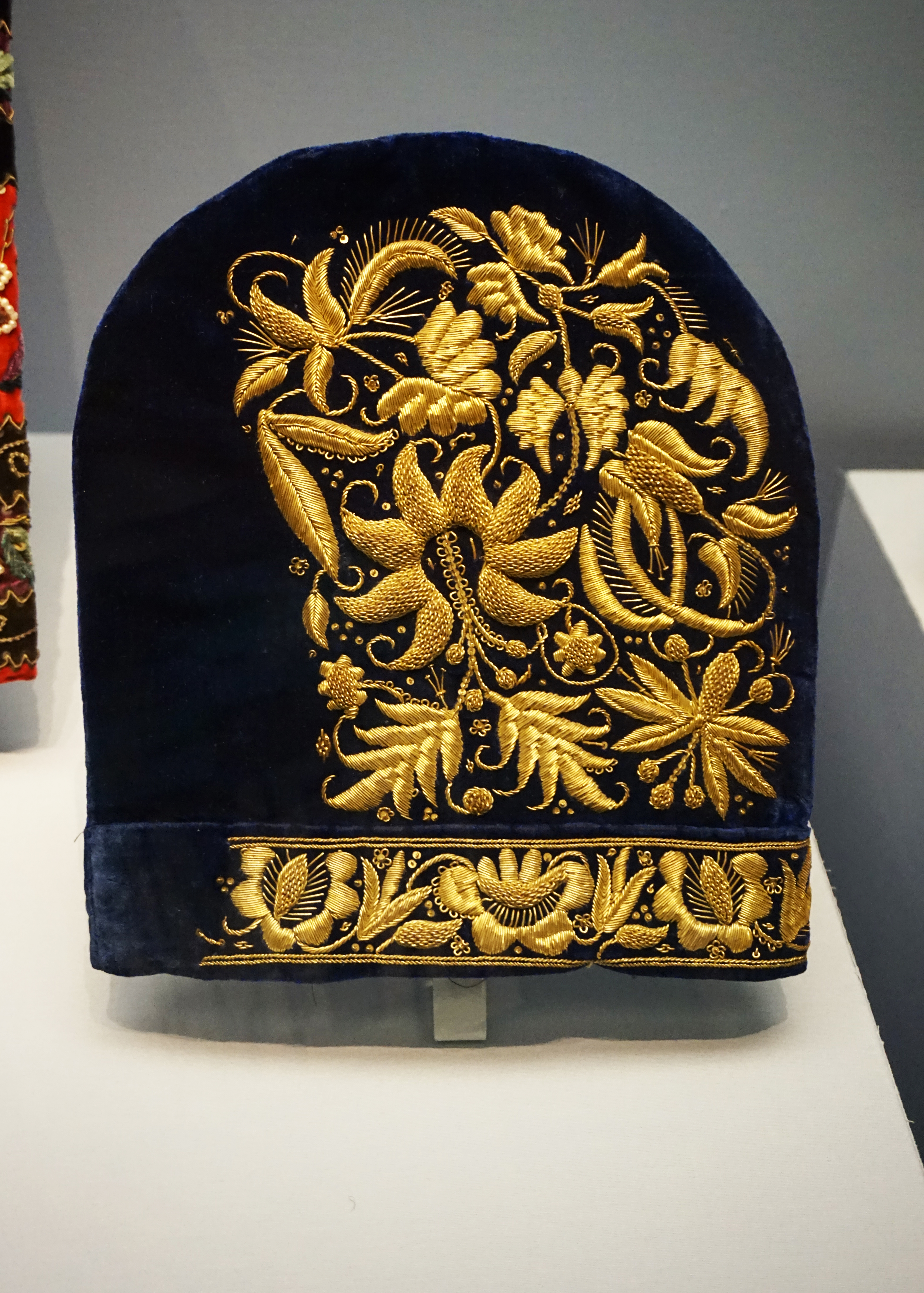
Расшитый золотыми нитями бархатный калфак

Калфак (тат. калфак) — традиционный татарский девичий, а позже и женский головной убор. В том или ином виде был распространен среди всех групп татар, однако мягкий, надеваемый прямо на голову калфак является оригинальным головным убором казанских татар. 
Среди татар-кряшен бытует под названием «калпак».

## История
Первоначально калфак был исключительно девичьим головным убором и выполнял функцию волосника, призванного в первую очередь собрать и закрыть волосы незамужней девушки. Такие калфаки были преимущественно вязаными, в форме длинного колпака, а для их крепления и украшения служила декоративная налобная повязка ука-чачак; в XIX веке ука-чачак стали пришивать к налобной части калфака. Калфак мог достигать длины 70 см., и его конец носили откинутым назад или набок.
К концу XIX века этот головной убор претерпевает существенные изменения как по форме, так и по материалам и особенностям ношения. Во-первых, преимущественно в городах, распространяются изготовленные из бархата и других тканей калфаки в форме закругленной шапочки, богато украшенные вышивкой, расшитые золотыми и серебряными нитями, бисером, жемчугом или его имитацией.
Во-вторых, носить калфак стали не только девушки, но и замужние женщины, преимущественно молодые. О таком измении традиции с печалью сообщает знаменитый татарский историк и богослов XIX века Шигабутдин Марджани в своей работе «Мустафад аль-ахбар» (1885 г.): «Сейчас, к большому сожалению, женщины начали носить калфаки, они их носят даже после того, как выйдут замуж».

В-третьих, с конца XIX — начала XX веков калфак начинают носить как самостоятельный головной убор, не покрывая его ничем, в то время как традиционный калфак служил нижним головным убором, и ношение его без покрывала или верхнего платка было возможно только в семейном кругу или среди других женщин. Это изменение фиксируется в трудах основоположника этнографического татароведения Н. И. Воробьева:
Колпачек в современном его виде до последнего времени являлся очень универсальным и устойчивым головным убором, надеваемым в качестве праздничного и прямо на волосы. Его носили все классы и все возрасты, за исключением старух, и причем даже при европейском костюме некоторые татарки все же накалывали колпачок, не закрывая его платком даже при посторонних, чего не делали старозаветные татарки.

Материальная культура казанских татар, 1930 г.

Молодая татарская женщина в калфачке-наколке на волосах. 1900-е годы.

Н. И. Воробьев использует слово «колпачек», поскольку калфак к началу XX века сильно уменьшился в размерах, иногда до размеров небольшой шапочки шириной в 8-10 см., которую невозможно было надеть на голову, и ее прикалывали к волосам. Такие калфачки можно увидеть на многочисленных фото начала XX века. 
Таким образом, калфак на протяжении своего существования изменил свою роль от традиционного убора незамужней девушки до символа, которым пользуются татарки всех возрастов, чтобы подчеркнуть свою национальную принадлежность. После советского времени, когда калфак перестал быть повседневным головным убором и использовался лишь в качестве элемента национального сценического или праздничного костюма, калфак вновь возрождается именно в том качестве, которое он приобрел в начале XX века — быть признаком национальной идентичности женщины. 

## Разновидности
Помимо традиционного для казанских татар мягкого калфака в настоящее время получили распространение головные уборы, напоминающие мужскую татарскую тюбетейку — «тюбетей калфак» или «тупый калфак» с твердым околышем и плоским верхом. 
Миниатюрные калфаки, которые прежде прикалывались к волосам, сейчас обычно продаются в более практичном виде — прикрепленными к тонкому ободку для волос, надеваемому на голову. 